# サウダージ
サウダージ（ポルトガル語: saudade, サウダーデとも）とは、郷愁、憧憬、思慕、切なさ、などの意味合いを持つ、ポルトガル語 , ガリシア語の単語。ポルトガル語、およびそれと極めて近い関係にあるガリシア語に独特の単語とされ（そのため、日本語への翻訳もできない）、他の言語では一つの単語で言い表しづらい複雑なニュアンスを持つ。ガリシア語ではこの語はあまり使われず、一般に類義語のモリーニャ（morriña）が同様の意味で使われる。
ポルトガル語が公用語となっているポルトガル、その旧植民地ブラジル、アフリカのアンゴラなどの国々で、特に歌詞などに好んで使われている。単なる郷愁（nostalgie、ノスタルジー）でなく、温かい家庭や両親に守られ、無邪気に楽しい日々を過ごせた過去の自分への郷愁や、大人に成長した事でもう得られない懐かしい感情を意味する言葉と言われる。だが、それ以外にも、追い求めても叶わぬもの、いわゆる『憧れ』といったニュアンスも含んでおり、簡単に説明することはできない。ポルトガルに生まれた民俗歌謡のファド (Fado) に歌われる感情表現の主要なものであるといわれる。
ガリシア語では[sawˈdade]（サゥダーデ）となるほか、ポルトガルで話される大陸ポルトガル語では[sawˈdadɨ]（サゥダーデゥ）、ブラジルで話されるブラジルポルトガル語では[sawˈdadʒi]（サゥダーヂ）または[sawˈdadi]（サゥダーディ）のように、方言によって発音が異なる。カタカナでは、ポルトガルのものは「サウダーデ」、ブラジルのものは「サウダーヂ」と表記されることが多い。
ブラジルの大歌手であったエリゼッチ・カルドーゾが歌い、まだ新進気鋭であったジョアン・ジルベルトがバックでヴィオラゥン（pt:Violão）を弾いた Chega de Saudade（シェガ・ヂ・サウダーヂ、日本題：想いあふれて）は、ボサノヴァの第1号として知られるように、サウダージはボサノヴァの重要なキーワードとなっている。
その言葉の持つ意味の豊かさと深さから美学運動とも関連し、20世紀初頭のポルトガルでは、特に詩人のテイシェイラ・デ・パスコアエによって推進された「サウダシスモ（Saudosismo）」が知られていた。

## 語源

### 統一見解の不在
複数のポルトガル語の著者のあいだにおいて、「saudade」の語源に関する統一された見解は存在しない。
ラテン語の孤独（solitate）にその起源を求める説がある。この説は19世紀半ばから現在までの多くの著者によって支持されているものの、根拠が弱い。1900年にアルマンド・コルテザオ（A. Cortesao）によって解明されたとする進化の仮説、すなわち「Solitate> suidade> soadade> suadade> sadade」は現在では、信用に値しないと考えられている。ラテン語起源の支持者の間でさえ、様々な形の時系列関係とそれぞれの意味については意見の相違が見られる。
1914年、C. Bastosはガリシア語、ポルトガル語間で単語saudadeは異なる扱いをされていると論じた。1922年、歴史学者のキャロライナ・ミカエリス・デ・ヴァスコンセリョスは、文学的な試論の中で、その起源をラテン語solitateの複数形の女性名詞solitatemに求めた。一方、ホセ・ルイス・ヴァレラは、solitatemにおける起源の不可能性について警告している。コロンビアの哲学教授ジョアキン・デ・カルヴァーヨによれば、この単語は、saudadeをsoidadeに関連付けるラテン語の形容詞と副詞soluから派生している。ドイツの言語学者カール・ボスラー（スペイン語版）は、ヒポコンドリア、憂鬱、落胆、悪い心を意味するアラビア語の単語「サウダ（saudá）」との関連について言及している。彼はまた「柔らかい」を意味する単語「suave（ラテン語でsuavis）」からの影響についても語っている。

### 3つの仮説
現在、単語「サウダージ（saudade）」の現代形を説明するため、規則的な表音進化のプロセスに因らない3つの仮説が検討されている。
1. より良い象徴的な表音適応、より調和の取れ聴きやすい形への変化説。現在のところ、これが最も広範な仮説である。
2. ポルトガル語とガリシア語のsaudadeで始まる言葉のアナロジー（類推）：サルティア、サルート、サルティテート、サニタート（salutare, salute, salutate, sanitate）からの影響説。
3. 文学的な影響、通常の「ou」と「au」の変化を反転させて「au」における「oi」の「誤ったラテン語化」説。

現在の書式に到着する以前より、単語「サウダージ（saudade）」は長く使われ続けてきた。 初期形態は、古代詩の中に15世紀まで保存されており、ロザリア・デ・カストロとカロス・エンリケスによって回復されている。14世紀に入ると、最終的な「サウダージ（saudade）の形態があらわれてくる。

## 特徴

### 人類学的特徴

#### ルソ―ガリシア文化圏に特有な現象
単語「サウダージ（saudade）」の人類学的説明とその起源は、多くの推測の対象となった。
そのうちのいくつかは母性的な風景（paisaje maternal）について言及し、海での孤立や恐怖などに原因を求める。他のものは歴史的なものであり、ポルトガルの征服と発見、またはカスティーリャに対するアイデンティティの保全だとする。 それから、移民や連帯意識などの社会学的なものもある。あるいは、内向的な性質、ロベルト・ノボア・サントスの「死の本能」を通じて根本的な安全の中へと戻ろうとする試み、母親の子宮への潜在的な帰還欲求などの心理的なタイプもある。
他の説明は、「場所」の感情的な特徴を考慮に加え、ウェールズ語のhiraeth、ルーマニア語のDor、ゲルマン語のsehnsucht、アストゥリアス語のseñardá、またはカタルーニャ語のenyorançaなどと同様、「村（あるいは人々）」に関連づけるものである。
多くの著者は、イベリア半島の北西部（ガリシア地方）で、郷愁（saudade）の感情の起こる理由について検討してきた。 これは通常、ガリシア人のケルト起源説に帰される。ガリシア人の祖先ケルト族は、カスティリャーノ人の堅牢な在り方とは異なる「受動性」と「憂鬱性」を有していたとされる。哲学教授ジョアキン・デ・カルヴァーヨは、この場所の説明はケルト語起源とは異質ではないと述べる。 スペインの哲学者ミゲル・デ・ウナムーノはsaudadeの起源にガリシアの風景を推測し、「この風景は、morriñastoとsaudadesを孵化させる巣であると思われる」 と書く。同じように、ジェラルド・ブレナンは、saudadeの起源に「気候」を見ている。大西洋の風はガリシアとポルトガルに、アイルランドとヘブリデス諸島と同じような不安定な心理をもたらす。
いずれにせよ、saudadeは海外の土地を含む「ルソ―ガリシア（luso-galaico）文化圏」に特徴的な現象として現れる。したがって、saudadeとそれに近い他の州との間の最も重要な違いは、「それを感じる人々がそれをどのように知覚するか」にある。 saudadeの積極的な認識はブラジル移民の人々の間で多く見られる。実際、それはブラジルの国民的アイデンティティの重要な部分として強く認識されている。
saudadeの対象は人でも具体的なものでもなく、場所（故郷）への象徴的な言及だと言える。

### 哲学的特徴

#### ラモン・ピネイロのサウダージ論
最初の難しさは言語の感傷的な意味から来る（...）。私たちの経験や感傷的な状態を形づくる声には、固定性と思索的な透明性を得るために不可欠な明確性が欠けている。 （...）時にその意味が異なる言葉で形づくられていることがあり、時に「saudade」という言葉が固有の感情を表現するために使われている。
2番目の難しさは、それ自体の幅の広さによるものである（...）。ここでは、単語の意味ある内容をいくつかの方法から理解することができる。
「Para unhafilosofíada saudade」 ラモン・ピネイロ（1953年）
1953年、ラモン・ピネイロ（スペイン語版）は「Para unhafilosofíada saudade」と題するエッセイを書いた。これは哲学的観点から、この主題(saudade）に関する最も深い研究であると考えられている。ピネイロによれば、saudadeは孤独感から派生した心の状態を指す。したがって、さまざまな孤独（soledad）の形態はさまざまなsaudadeから派生し、人間が自分の状況で評価するもの（客観的）と親密さの中で生活するもの（主観）が分類される。saudadeと morriña間においては、用語の意味の密接さから混同が生じるが、本義的にはsaudadeの「心理的な存在意義の欠如」に対して、morriñaは「憂鬱な悲しみ」によって特徴づけられると述べた。

#### サウダージのジレンマ
1980年、アンドレス・トレス・ケイルガは王立ガリシアアカデミーに学者として任命された時、「Nova aproximación a unha filosofía da saudade」と題したスピーチをした。彼は、彼自身の言葉で、「現象学的限界とsaudadeの経験の存在論的説明のために、いくつかの体系的な説明を提供したかった」と述べた。 ケイルガは、「ルソ―ガリシア人」の特徴として理解されているsaudadeのジレンマを取り上げた。彼によれば、もしそのsaudadeが特有で独特なものであれば、それは伝達可能性が低くなるということであり、それはその特殊性における表面的なものとして現れる。しかし、逆にそれが普遍的なものであれば、ガリシア文学―文化の最も際立った兆候の1つが失われるだろうとした。

## サウダシスモ

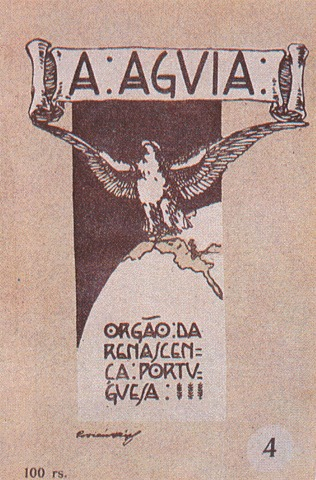
1912年に発売された雑誌A Aguia第４号。この雑誌を中心として「サウダシスモ」が提唱され、「ポルトガル・ルネッサンス」が組織された。

サウダシスモ（Saudosismo）は、新ロマン主義から生まれた文化、文学、政治および哲学運動である。 運動は1910年に創刊された雑誌「A Aguia」を中心に組織され、ポルトガル共和国宣言、その後の君主制回復の試み、および近づく第一次世界大戦といった世相を背景として展開された。この運動の支持者たちは、「ルシタニアの魂（alma lusitana）」を詳らかにした。
サウダシスモの中心人物である詩人テイシェイラ・デ・パスコアエスは「特別な魂―本能的で自然主義、そして神秘主義的な新しいルシタニア文明を創造する」と雑誌ページ上に書いた。
1911年からÁguia誌は「ポルトガル・ルネッサンス（Renascença Portuguesa）」を組織した。サウダシスモは、パスコアエスによって「サウダージの祭典」として定義された。その中で彼は「ポルトガル人の精神的な血、神の聖痕、その永遠の横顔」を見た。ポルトガルの特有の現象として、サウダシスモは「ルシタニアの魂」を表現している。
曖昧な定義では、パスコアエスは述べる。
「私はサウダージに代表される祖国の魂崇拝を「サウダシスモ」と呼んだ。それは神聖な人の中に建てられ、私たちの文学、芸術、宗教、哲学、さらには社会活動を導いてゆく」。

## 関連作品

### 日本語の作品
小説
- 新田次郎『孤愁：サウダーデ』
  - 1980年の遺作であり、未完の作品。モラエスを主人公とする。
- 盛田隆二『サウダージ』
  - 1992年三島由紀夫賞候補作品。
- 垣根涼介『サウダージ』
  - 垣根の代表作「ヒートアイランド」シリーズの3作目。

音楽
- 久保田早紀『サウダーデ』
  - 1980年に発表したアルバム。半数をポルトガルで録音している。デビュー曲「異邦人」の再録もされているがファドの影響が色濃く出たアレンジとなっている。
- 高中正義『SAUDADE』
  - 1982年に発表したアルバム。
- 高中正義「Saudade」
  - 上記のアルバムからシングルカットされた楽曲。
- サザンオールスターズ『SAUDADE 〜真冬の蜃気楼〜』
  - 1998年に発表されたアルバム『さくら』に収録。
- ポルノグラフィティ『サウダージ』
  - 2000年に発表されたシングル。

演劇
- 『SAUDADE（サウダージ） -Jにまつわる幾つかの所以-』
  - 稲葉太地作・演出の宝塚歌劇。2009年の作品。

ラジオ番組
- 『サウジサウダージ』（J-WAVE）
  - ブラジル、中南米、カリブのラテン音楽専門番組(SAUDE! SAUDADE...)（1988年〜）

映画
- 『サウダーヂ』
  - 2011年の作品。富田克也の映画監督作品

漫画
- 『サウダーデ』
  - 池辺葵の漫画。2011年から2013年にかけて雑誌『Kiss』に連載。